# Cyklopen (kulturhus)
För andra betydelser, se Cyklop.

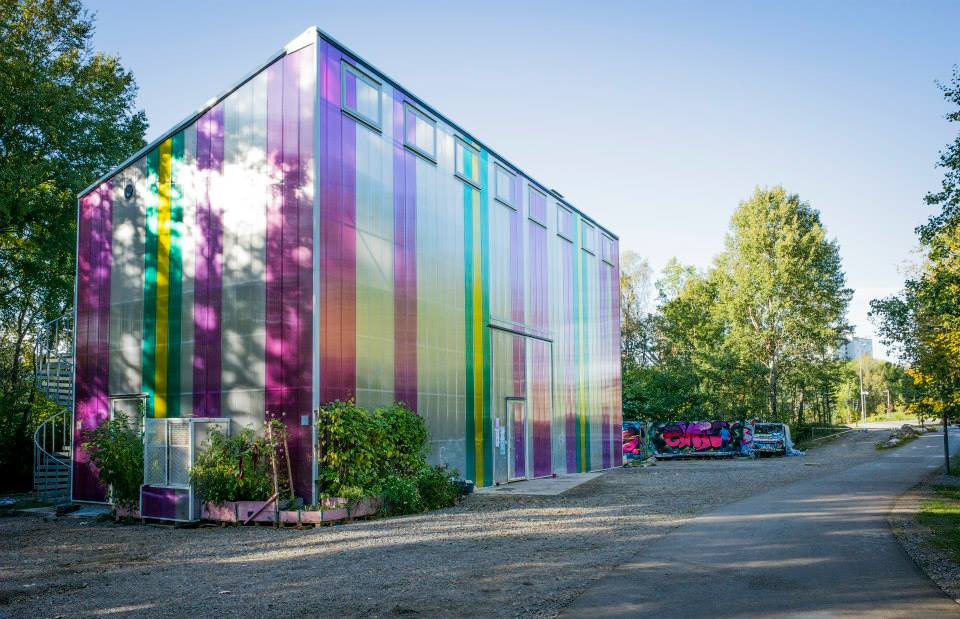
Cyklopen

Cyklopen är ett kulturhus i Högdalen i Stockholm byggt av föreningen Kulturkampanjen. Det ursprungliga Cyklopen stod färdigt under sensommaren 2007 och brann 29 november 2008 ned i en anlagd brand. Efter branden byggde Kulturkampanjen upp ett nytt Cyklopen, även det i Högdalen men på annan tomt, vilket invigdes 2013.

## Bygget
Efter att ha ockuperat flera hus i Stockholm (bland annat SVT:s övergivna lokaler på Östermalm 2003) med syfte att skapa ett kulturhus, beslöt föreningen Kulturkampanjen att själv bygga huset. Bygget utfördes invid Högdalstoppen, på mark hyrd av Stockholms stad till 2010, igång i juni 2006. Namnet Cyklopen, syftandes på de enögda vidundren i grekisk mytologi, kom av ett stort runt fönster på husets framsida. Cyklopen var byggt av trä runt en bas av containrar, och eftersom Kulturkampanjens bygglov var femårigt var konstruktionen sådan att det skulle vara möjligt att packa in den i containrarna och flytta den. Huset var cirka 300 m² stort och 9 m högt. Huset, som också kallats "Containerslottet", innehöll en del arkitektoniska underligheter; bland annat en vindbrygga.

## Verksamhet
Kulturkampanjen strävar efter antikapitalism, ett ekologiskt samhälle, mångfald och en pluralistisk kultursyn, och denna strävan präglade också verksamheten i Cyklopen. Bland annat hade huset teaterföreställningar, ateljéverksamhet, spelningar för ungdomar, klubbar med elektronisk musik samt filmvisningar, och i samarbete med Konstfack hölls även workshops som bland annat resulterade i ett bord som skickades till en möbelmässa i Milano.
Kulturkampanjen vägrade ta emot något annat än kravlösa engångsbelopp från stat och kommun som en del i en strävan efter oberoende, till 2009 då 100 000:- mottogs från Artister mot nazister.

## Branden
När några av Cyklopens aktiva medlemmar kom till huset kring 12:00 på lördagen den 29 november 2008 var lokalen uppbruten och allt av värde stulet, förutom två gasoltuber (som vanligtvis användes till uppvärmning då huset saknade anslutning till elnätet). Aktivisterna tillbringade eftermiddagen med att laga förstörda saker och städa upp innan de lämnade lokalen vid cirka 17:00. Till kvällen, 19:00, var en tillställning som skulle arrangeras av Nätverket Mot Rasism planerad, men den hade ett par dagar tidigare ställts in.
Strax före 19:00, samtidigt som Nätverket mot Rasisms inställda möte skulle ha tagit sin början, fick Stockholms brandförsvar ett larm om att det brann i kulturhuset. Trots att fyra brandbilar skickades till Högdalsbacken vid Magelungsvägen/Snösätravägen gick huset inte att rädda. Enligt polisen fanns ett antal personer i byggnaden då branden startade, men de tog sig själva ut innan någon hann skadas. Så sent som vid midnatt var en brandbil kvar på platsen, då det fortfarande brann under plåtarna i containrarna. Redan samma kväll började polisen arbeta efter en misstanke om mordbrand, trots att den tekniska undersökningen inte tog vid förrän på måndagen. Faktorer som tydde på att branden var anlagd var bland annat att brandförloppet var snabbt, samt att det tidigare under dagen varit inbrott i huset då värdesaker stulits medan gasoltuber hade lämnats kvar på golvet. Efter polisens undersökning på måndagen konstaterades att branden var anlagd: ingen elektricitet fanns indragen som kunnat orsaka branden, och dessutom vittnade både undersökningen och vittnen om att branden startat utanför byggnaden.
Redan samma kväll konstaterade Kulturkampanjen att det stod "utom något tvivel att Cyklopen blivit föremål för ett nazistattentat". Några dagar senare kopplade kriminalinspektör Christer Söderheim samman branden med mordbranden mot ett ungt syndikalistiskt par och deras tvååriga dotter i södra Stockholm två dagar senare och sade att "vi [polisen] arbetar efter att det är nazister som ligger bakom det här".

## Efter branden
En vecka efter branden uppmanade Svenska Dagbladets ledarskribenter Per Gudmundson och Sanna Rayman till stöd för Cyklopens uppbyggnad, och uppmanade "alla som vill se ett fritt kulturliv att göra detsamma". Lördagen den 13 december, två veckor efter branden, hölls en minnesmanifestation med 250-300 deltagare som tågade från Högdalen centrum till det nedbrunna Cyklopen två kilometer bort. Senare samma kväll hölls en stödfest på Kafé 44.
Några dagar senare publicerades ett upprop där ett stort antal kulturarbetare — bland andra Kulturhusets chef Eric Sjöström, Riksteaterns VD Birgitta Englin, författaren Kristina Lugn, artisten Joakim Thåström och musikern Dror Feiler — krävde ett ej tidsbegränsat bygglov och bättre plats att bygga på, samt uppmanade till ekonomiskt stöd.
I mitten av januari 2009 hade Kulturkampanjen samlat in 150 000 kronor. Stockholms stads kulturförvaltning ser positivt på Cyklopens verksamhet, och den 10 februari kommer kulturnämnden att ta ställning till huruvida Kulturkampanjen kommer att få stöd eller inte. Återuppbyggnadsprojektet stötte dock på hinder redan i januari: för att få ut ersättningen på 600 000 kronor kräver försäkringsbolaget att huset byggs upp på exakt samma sätt på exakt samma plats, men föreningen vill bygga på en mindre isolerad plats och med mindre brännbart material. I februari krävde borgarrådet Madeleine Sjöstedt i ett brev till länspolismästaren Carin Götblad att utredningen skulle få högsta prioritet, på vilket en talesman för polisen svarade att "det handlar om ett hatbrott och är självklart prioriterat, men vi kan inte göra mycket mer än att avvakta resultat just nu". Ett par veckor senare meddelade polisen i ett brev riktat till borgarrådet att de har de ekonomiska villkor som behövs. I brevet står det även att branden kan kopplas till den lägenhetsbrand som drabbade ett ungt par med syndikalistiska sympatier i södra Stockholm två dagar efter Cyklopens nedbrinnande.
Kulturkampanjen arrangerade under våren en stödgala för Cyklopen, som ägde rum på Kulturhuset i Stockholm den 14 mars. Medverkade gjorde bland andra Stefan Sundström, Max Peezay, Sophie Rimheden, Cirkus Cirkör och Kajsa Grytt. Det rapporterades då att det fanns en stor entusiasm för att bygga upp huset, men att en plats att bygga på saknas.
I maj berättade Dagens Nyheter om en eventuell lösning för husets tomtproblem: att bygga huset på vatten. Genom att putsa tusenlitersdunkar med fiberbetong kan man få en hållbar flytande "husgrund". Inspirationen kommer från det danska byggprojektet "Flydende by", ett klimatläger som byggs på vatten med målsättningen att visa ett hållbart boende, utmana det privata ägandet och ställa sig utanför stadsplaneringen. Även med ett flytande hus behöver Cyklopen dock fortfarande en plats att lägga till vid.

## Cyklopen 2
Den 16 augusti 2010 postade Kulturkampanjen en ny ansökan om bygglov. Det rör sig återigen om en tomt i Högdalen, men nu närmare centrum än förut.
Den nya byggnadens färgsättning planerades i lila, koppar, svart, och grönt är inspirerad av Tetris och gemensamt utformad av Kulturkampanjens medlemmar. Byggnadens primära stomme är av limträ, och i denna stomme håller sig en yttre sekundärstomme i stål. Stommen kläs med fasadmaterialet polykarbonat, som förutom att vara semitransparent även är tåligt. Av byggnadstekniska skäl blev mönstret på huset inte som Tetrisklossar utan vertikalt gående färgränder gjorda av polykarbonat. Husets sammanlagda golvyta är 459 m². Byggnadens struktur och teknik togs fram och bearbetades av byggnadssnickaren Jonathan Ridenour och arkitekten Victor Marx, i dialog med Kulturkampanjens medlemmar. Bygglovet kom våren-försommaren 2011. Bygget av det nya Cyklopenhuset påbörjades sommaren 2011 och huset invigdes den 21 september 2013. Samtidigt släppte Kulturkampanjen en bok med namnet Cyklopen 2003–2013 som sammanfattar gruppens tioåriga historia, från ockupationen av SVT:s gamla lokaler på Östermalm till invigningen av nya Cyklopen.
I oktober 2013 tilldelades Cyklopen SA-priset, Stockholms Arkitektförenings pris som ”ges till den eller dem som värdefullt bidragit och stimulerat det offentliga samtalet om arkitektur”.
Cyklopen nominerades även till 2015 års Mies van der Rohe Award –The European Union Prize for Contemporary Architecture, som en av tio framstående byggnader från Sverige.
Idag arrangeras bland annat stödevenemang för olika syften, öppen ateljé, valvaka och bokmässor på Cyklopen.

## Galleri

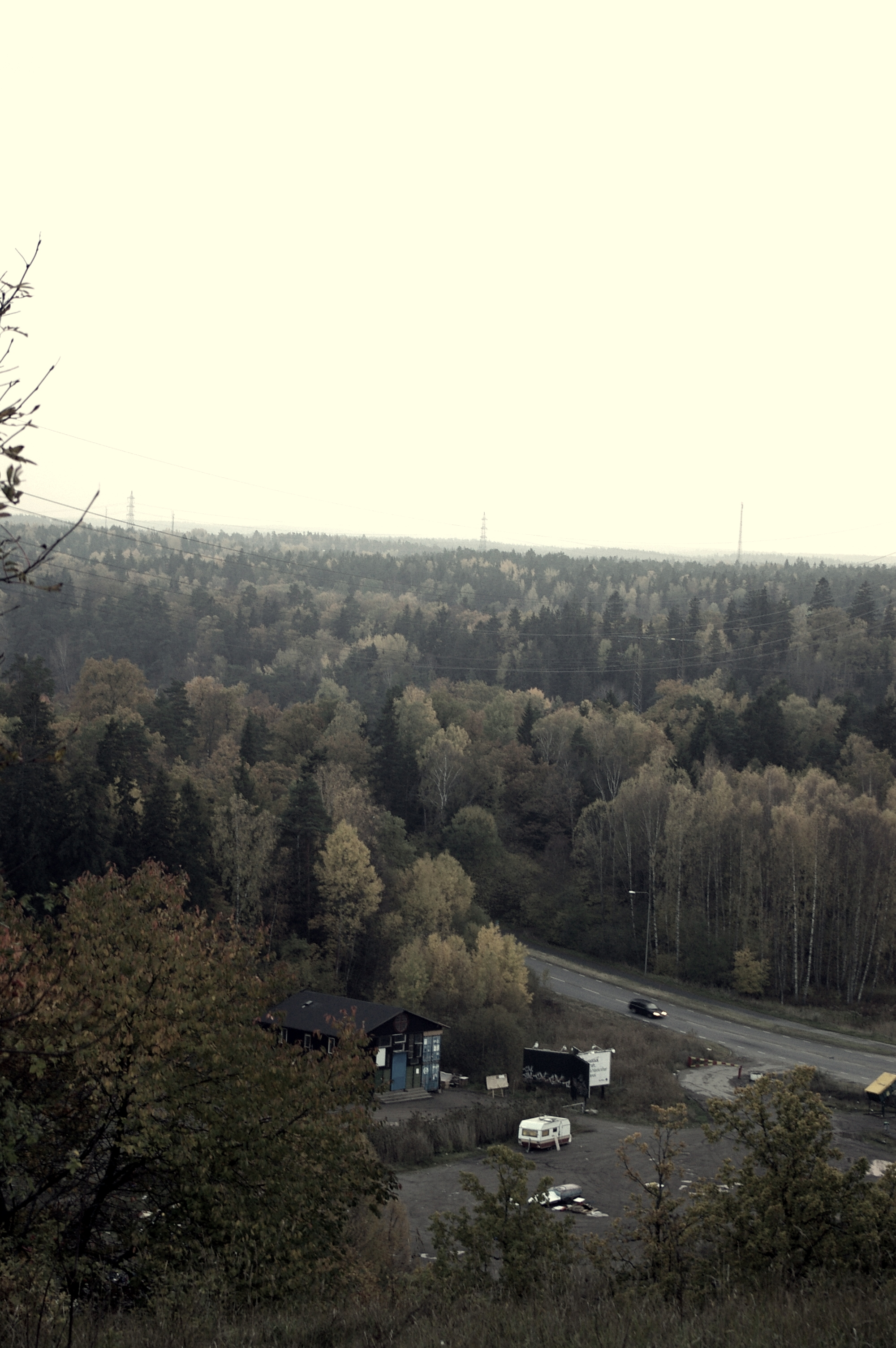
Cyklopen 1, 2007.
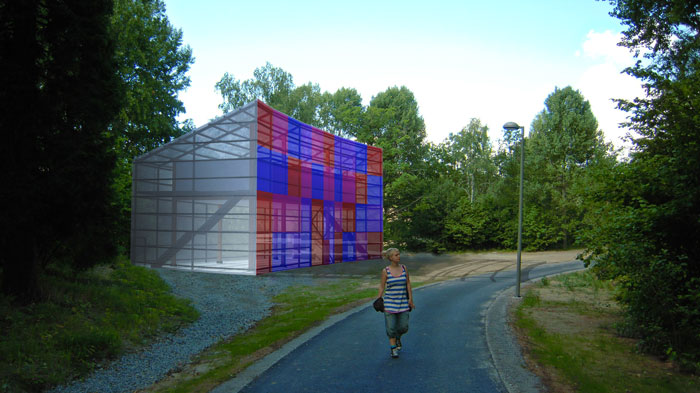
Skiss på Cyklopen 2.
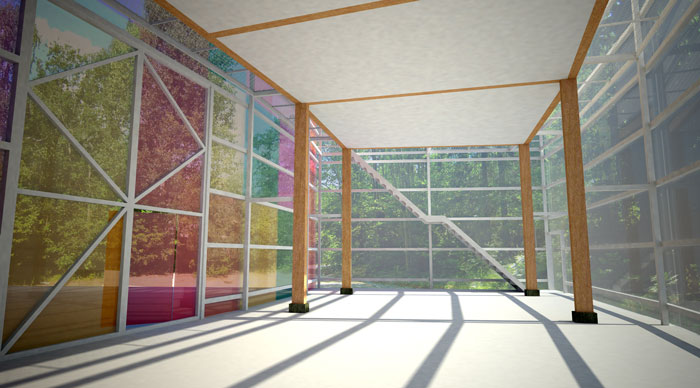
Skiss på Cyklopen 2.
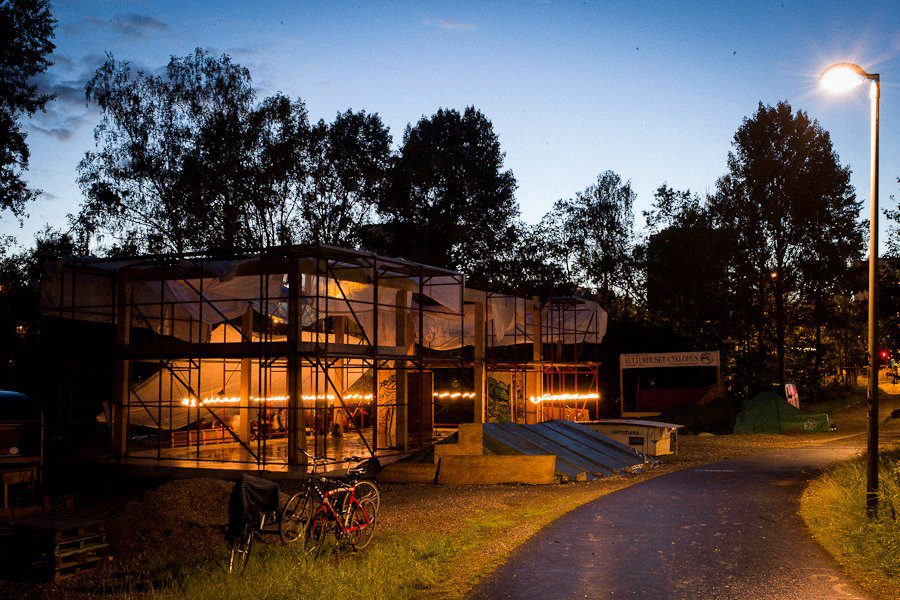
Cyklopen 2 under konstruktion sommaren 2012.
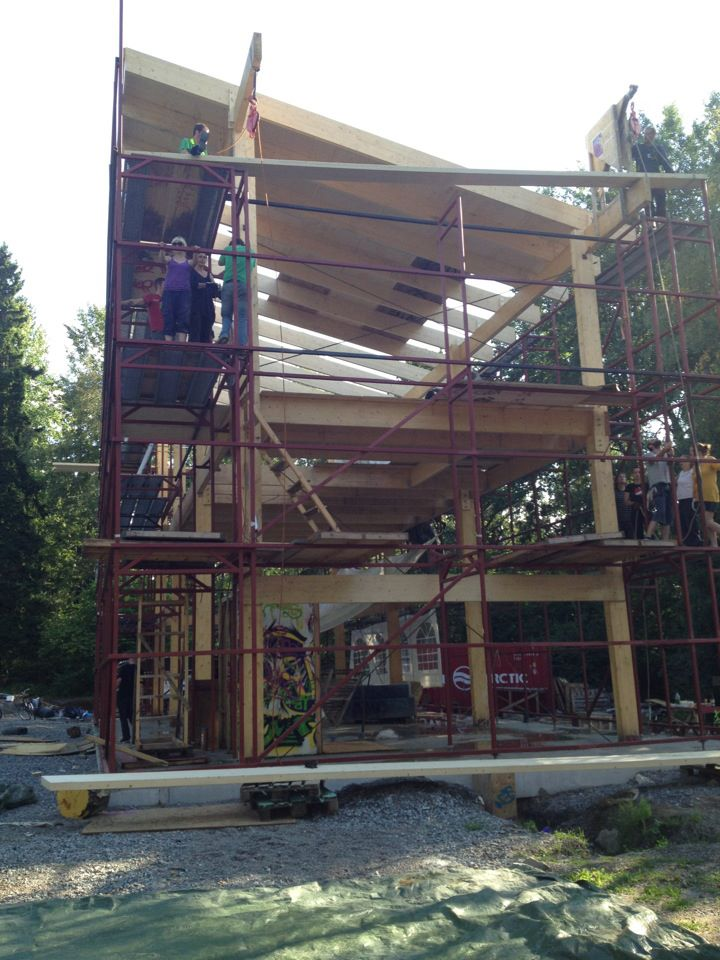
Mycket arbete gjordes manuellt. Här lyfts takbalkar upp med taljor och handkraft.
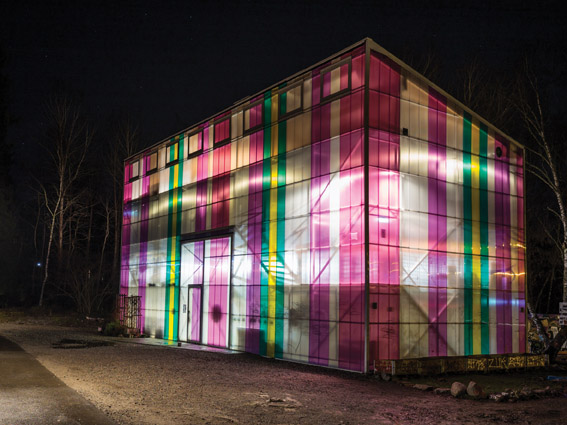
Cyklopen 2 upplyst kvällstid.